# Kaloran Firiam
Kaloran Firiam (10 dicembre 1994) è un calciatore vanuatuano, portiere del Nalkutan e della nazionale vanuatuana.

## Carriera

### Club
Ha sempre giocato nel campionato di casa.

### Nazionale
Con la maglia della Nazionale ha preso parte alla Coppa d'Oceania 2016.